# Dibrova, Zinkiv
Dibrova (în ucraineană Діброва) este un sat în așezarea urbană Opișnea din raionul Zinkiv, regiunea Poltava, Ucraina.

## Demografie
Componența lingvistică a localității Dibrova
     Ucraineană (100%)
Conform recensământului din 2001, toată populația localității Dibrova era vorbitoare de ucraineană (100%).